# Mat Mathews
Mat Mathews, nombre de nacimiento Mathieu Hubert Wijnandts Schwarts (La Haya, 18 de junio de 1924 – 12 de febrero de 2009), fue un acordeonista de jazz neerlandés.

## Biografía
Mathews aprendió a tocar el acordeón durante la invasión nazi de los Países Bajos. Después de escuchar a Joe Mooney en un programa de radio después radio, se animó a tocar jazz.
Mathews se trasladó a Nueva York en 1952 y militó en el cuarteto de Herbie Mann. También trabajó con artistas como Kenny Clarke, Art Farmer, Percy Heath, Carmen McRae, Oscar Pettiford, Joe Puma, Milt Jackson y Julius Watkins. Trabajó como músico de sesión a finales de los 50 y volvió a Holanda en 1964, donde trabajó como arreglista, músico de sesión y productor. En la década de los 70, trabajó con artistas estadounidenses de la talla de Charlie Byrd, Doug Duke, Marian McPartland y Clark Terry.

## Discografía
- Mat Mathews (Brunswick, 1953)
- The Modern Art of Jazz (Dawn, 1956)
- Accordion Solos (Brunswick, 1956)
- Eddie Costa, Mat Mathews & Don Elliott at Newport (Verve, 1957)
- Swingin' Pretty and All That Jazz (1959)
- Meditation (Jazz World, 1995)
- Live at Music Room (1996)
- The Gentle Art of Love (2004)

With Carmen McRae
- Carmen McRae (Bethlehem, 1955)